# Nikita Cuffe
Nikita Cuffe, né le 26 septembre 1979 à Brisbane, est une poloïste internationale australienne.

## Palmarès

### En sélection
- Australie
  - Jeux olympiques :
    - Médaille de bronze : 2008.

  - Championnat du monde
    - Finaliste : 2007.

  - Ligue mondiale :
    - Troisième : 2005 et 2008.